# Asediul Acrei (1189-1191)
Asediul Acrei a fost cel mai important eveniment al cruciadei a treia, începând pe data de 28 august 1189 și terminându-se pe 12 iulie 1191, și pentru prima dată în istoria cruciadelor regele a fost nevoit să se îngrijească personal de apărarea Țării Sfinte. A fost de asemenea și evenimentul cu cele mai multe pierderi din toată perioada cruciadelor, pentru clasa conducătoare creștină din est.

## Context
După ce Saladin i-a învins decisiv pe cruciați în bătălia de la Hattin pe 4 iulie 1187, el a reușit să cucerească o mare parte din Regatul Ierusalimului aproape fără să întâlnească opoziție, printre care și orașele Acra și (pe 2 octombrie) Ierusalimul însuși. Ca urmare, cruciații controlau numai Tir, Tripoli și Antiohia, pe care Saladin a atacat-o de asemenea în 1188, deși fără succes. Vești ale pierderii Ierusalimului și Palestinei au fost șocante pentru Europa și în curând au apărut cereri pentru organizarea unei noi cruciade, susținute de către papa Grigore al VIII-lea în octombrie 1187 și de către succesorul său papa Clement al III-lea.

## Tir
Conrad de Montferrat se fortificase în Tir și reușise să reziste cu succes asaltului lui Saladin până spre sfârșitul anului 1187. Sultanul apoi și-a îndreptat atenția către alte treburi, însă pe urmă a încercat să negocieze predarea orașului printr-un tratat, deoarece pe la mijlocul anului 1188 primele întăriri din Europa sosiseră la Tir pe mare. În termenii tratatului, Saladin trebuia, printre alte lucruri, să îl elibereze pe regele Guy, pe care îl capturase la Hattin. Acest lucru ar fi sporit conflictul dintre Guy, care era considerat vinovat pentru catastrofa Hattin, și Conrad, care apărase cu succes Tirul în fața invaziei ulterioare. Guy a fost eliberat și înfățișat în fața orașului, însă Conrad nu l-a lăsat să intre, susținând că el îl administra până când regii vor sosi pe mare pentru a stabili succesiunea. Aceasta era în concordanță cu testamentul lui Balduin al IV-lea: el era ruda cea mai apropiată pe linie paternă a lui Balduin al V-lea. Guy a plecat înainte de a apărea din nou în fața orașului cu soția sa, regina Sibila, care deținea titlul legal al regatului, însă a fost din nou respins de Conrad, ridicându-și astfel tabăra în afara porților orașului.
Aproape de sfârșitul verii anului 1188, Wilhelm al II-lea al Siciliei a trimis o flotă cu 200 de cavaleri; pe 6 aprilie 1189, Ubaldo Lanfranchi, arhiepiscop de Pisa, a sosit cu 52 de nave. Guy a reușit să atragă ambele contingente de partea sa. În august, Conrad a refuzat din nou să-i permită intrarea, așa că a strâns tabăra și a pornit spre sud pentru a ataca Acra; el și trupele sale au călătorit de-a lungul coastei, în timp ce pisanii și sicilienii au navigat pe mare. Guy avea nevoie urgent de o bază fermă de unde putea organiza un contraatac împotriva lui Saladin, și din cauză că nu putea folosi orașul Tir, și-a îndreptat planurile către Acra, la 50 de km spre sud. Astfel, Guy și Conrad erau aliați împotriva lui Saladin.

## Acra
Acra (ebraică עַכּוֹ, Akko; arabă عكّا, Akkā), denumit în epoca elenistică Antiochia tis Ptolemaidos (greacă Αντιόχεια της Πτολεμαΐδος) sau pe scurt: Ptolemaïs, iar în epoca cruciată Saint-Jean d'Acre, este un oraș din vestul Galileei în Districtul de Nord din Israel. Este situat pe coasta Mării Mediterane, la nord-est de golful Akko, 23 km la nord de Haifa. În 2013, populația localității era de 47.397 de locuitori, majoritatea evrei, iar o minoritate arabi.
Akko este unul din porturile cele mai vechi din lume, ale cărui începuturi se pierd în negurii epocii bronzului timpuriu. Vreme de generații a fost un punct cheie pentru controlarea Palestinei sau a Țării Sfinte, deoarece poziția sa pe o zonă largă de coastă permitea un acces prielnic spre restul Galileei și interiorul țării.
A cunoscut perioade de înflorire și de decădere și a trecut prin mâinile multor cuceritori. A cunoscut apogeul când a servit drept capitala Regatului cruciat al Ierusalimului, în secolul al XIII-lea, și mai târziu ca reședință a lui Ahmed pașa Al Djazzar, la finele veacului al XVIII-lea. În secolul al XIX-lea, însemnătatea sa a scăzut în favoarea orașului Haifa, care i-a luat locul ca port principal în nordul țării. Dezvoltarea sa a fost de atunci cu mult încetinită.
În anul 2001, partea veche a orașului Akko a fost declarată de UNESCO ca loc din patrimoniul mondial. În anul 2008, și locurile sfinte ale religiei bahaiste, aflate la Akko și în Galileea de vest, au fost recunoscute, de asemenea, de către UNESCO ca loc protejat din patrimoniul universal. În oraș și în împrejurimile lui se află Al Bahja, locul cel mai sfânt al religiei bahaiste.

### Lucrări citate
1. ↑  Rickard, J (12 noiembrie 2001), "Asediul Acrei, august 1189 - 12 iulie 1191", accesat în data de 12 octombrie, 2007